# Vespinae
Vespinae, potporodica osa. Sastoji se od nekoliko rodova od kojih je najznačajniji rod stršljena.

## Rodovi
1. Dolichovespula Rohwer, 1916
2. Provespa Ashmead, 1903
3. Vespa Linnaeus, 1758
4. Vespula Thomson, 1869
5. †Palaeovespa Cockerell, 1906

## Vanjske poveznice
|  | Zajednički poslužitelj ima još gradiva o temi Vespinae |
|  | Wikivrste imaju podatke o taksonu Vespinae             |